# Wzór Breita-Wignera

Rozkład Breita-Wignera

Wzór Breita-Wignera, rozkład Breita-Wignera – wzór ciągłego rozkładu zmiennej losowej wyrażany wzorem:
{\displaystyle p(E)={\frac {1}{2\pi }}{\frac {\Gamma }{(E-M)^{2}+\Gamma ^{2}/4}}.}
Powyższy rozkład przedstawia zależność od energii {\displaystyle E,} maksimum rozkładu wypada w punkcie {\displaystyle M,} a szerokość połówkowa rozkładu wynosi {\displaystyle \Gamma .}
Wzór Breita-Wignera znajduje zastosowanie do opisu krzywych rezonansowych, np. w fizyce cząstek elementarnych, albo oscylatorze harmonicznym. W optyce bywa również nazywany wzorem Lorentza, a w rachunku prawdopodobieństwa rozkładem Cauchy’ego.
Typowa krzywa rezonansowa opisuje reakcję układu liniowego na sinusoidalnie zmieniającą się siłę. Krzywa ta jest optycznie podobna do, również bardzo ważnej w fizyce, krzywej Gaussa – szczególnie w środkowym przebiegu. Różnice pojawiają się na skrajach, gdzie wykres krzywej rezonansowej opada o wiele wolniej.

## Zastosowanie w fizyce

### Jednocząstkowe funkcje korelacji
W kwantowej mechanice statystycznej do opisu układów wielu ciał używa się formalizmu funkcji Greena (funkcji korelacji). W przypadku idealnej kwazicząstki fermionowej transformata Fouriera względem zmiennych przestrzennych i czasowych retardowanej funkcji Greena (czyli funkcja Greena wyrażona w zależności od pędu, bądź kwazipędu {\displaystyle {\vec {k}}} oraz energii {\displaystyle \omega }) przyjmuje zwykle postać lorencjanu
{\displaystyle G^{R}(k,\omega )\approx {\frac {1}{(\omega -\epsilon _{k})^{2}+\Gamma ^{2}}}.}
Unormowanie funkcji zależy od przyjętej konwencji. Czynnik {\displaystyle \Gamma } ma interpretację odwrotności czasu życia kwazicząstki.

## Nazwa wzoru
Nazwa wzoru pochodzi od nazwisk Gregory Breita i Eugene Wignera.